# Konrad Wielki
Konrad Wielki, niem. Konrad von Meißen, Konrad der Große (zm. 5 lutego 1157 r. w klasztorze Lauterberg) – margrabia Miśni od 1123 r. do 1156 r. i margrabia Łużyc od 1136 r. do 1156 r., jeden z potężniejszych władców wschodnich terenów Świętego Cesarstwa Rzymskiego w XII wieku. Jego panowanie miało kluczowe znaczenie dla umocnienia pozycji rodu Wettynów w regionie oraz dla dalszego rozwoju politycznego i gospodarczego Saksonii.

## Pochodzenie i młodość
Konrad pochodził z rodu Wettynów, jednej z czołowych rodzin szlacheckich wschodniej Saksonii. Jego dokładna data i miejsce urodzenia nie są znane, jednak na podstawie zapisów w „Kronice Lauterberskiej” wiadomo, że zmarł 5 lutego 1157 roku, mając 59 lat, co pozwala szacować jego narodziny na lata 1098–1099. Był synem hrabiego Thiemo i Idy z Northeimu, córki Ottona, księcia Bawarii (1061–1070). Jego starszy brat, Dedo IV, oraz siostra, Matylda, byli również prominentnymi członkami rodu.
Rodzina Konrada była ściśle związana z elitą polityczną Cesarstwa. Jego wuj, margrabia Dedo II, pełnił władzę nad Łużycami, a kuzyni Henryk I i Henryk II z  Eilenburga , zarządzali Marchią Miśnieńską oraz Łużycami do swojej śmierci. Dzięki takim powiązaniom rodzinnym, Konrad i jego rodzeństwo od dzieciństwa byli blisko związani z najwyższymi kręgami władzy w Saksonii i Cesarstwie.

## Wczesne lata działalności politycznej
Przed 1119 rokiem, Konrad poślubił Ludgardę, córkę szwabskiego hrabiego Adalberta z Elchingenu. Małżeństwo to nie tylko wzmocniło jego pozycję polityczną, ale również otworzyło przed nim nowe możliwości działania na terenach południowych Niemiec.
Na początku swojej kariery politycznej Konrad zarządzał rodowymi posiadłościami Wettynów, obejmującymi ziemie w okolicach Torgau i Lausnitz. Ok. 1116 r. Konrad odziedziczył po bezpotomnie zmarłym kuzynie hrabstwo Brehny. W 1116 roku przekazał dobra we wsi Lausnitz klasztorowi w Reinhardsbrunn, a w 1119 roku podobnie postąpił z innymi majątkami, co wskazuje na jego bliskie związki z Kościołem i pobożność, za którą zyskał przydomek „religiosus” (pobożny). W źródłach Konrad często występuje jako „comes religiosus Cuonradus de Witin” – hrabia Konrad z Wettin.
Był również zarządcą (wójtem) kilku instytucji kościelnych, w tym kościoła biskupiego w Naumburgu oraz klasztorów w Elchingenu i Gerbstedt. Jego rola w kościele św. Piotra w Zeitz oraz fundacjach w Riesa i Niemegk świadczy o tym, że dążył do budowania sieci sojuszników poprzez wsparcie dla instytucji kościelnych.

## Walka o władzę wMarchii Miśnieńskiejw latach 1123-1124
Krewny Konrada, który był wówczas spadkobiercą Miśni, małoletni margrabia Henryk II von Eilenburg, urodził się po śmierci swojego ojca Henryka I  i nazywany był pogrobowcem. Krążyły na jego temat nieprzyjemne plotki, rozprzestrzeniane przez przeciwników. Twierdzono, że jego matka miała urodzić córkę, a chłopiec był synem ubogiej żony kucharza. Mówiło się, że obydwoje dzieci przyszły na świat w tym samym czasie i doszło do zamiany. Wykorzystywał to Konrad, nazywając Henryka synem kucharza, by podważyć jego prawne roszczenia do Miśni. Mimo to, Henryk objął rządy w 1117 roku. Gdy Konrad nadal atakował jego prawa, w 1121 roku kazał go porwać i uwięzić w zamku Kirchberg koło Jeny, gdzie miał być torturowany na różne sposoby. Dopiero w 1123 roku, po otruciu Henryka II, ostatniego przedstawiciela starszej linii Wettynów, Konrad odzyskał wolność oraz prawa do spadku.
Po śmierci margrabiego Henryka II z Eilenburga w 1123 roku, cesarz Henryk V wykorzystał okazję do umocnienia swoich wpływów w Saksonii. Mianował na następcę Henryka II swojego zwolennika, Wiprechta von Groitzscha. Taki ruch spotkał się jednak z zdecydowanym oporem ze strony lokalnej szlachty, w tym Albrechta Niedźwiedzia i Konrada von Wettina, którzy obawiali się zbytniego wzrostu władzy cesarskiej w regionie.
Pod przewodnictwem księcia Lotara z Süpplingenburga, przyszłego króla Niemiec, Sasowie zbuntowali się przeciwko cesarskiej decyzji. Wypędzili Wiprechta z Marchii Miśnieńskiej i Łużyckiej. W rezultacie Konrad objął władzę w Miśni, a Albrecht w Marchii Łużyckiej.
Cesarz Henryk V podjął próby odzyskania kontroli nad sytuacją. Wysłał do Saksonii wpływowych ludzi (arcybiskupa Adalberta z Moguncji, Władysława z Czech i jego kuzyna Ottona), aby przekonali szlachtę do poparcia Wiprechta. Jednakże, dzięki zdecydowanym działaniom księcia Lotara i braku jedności wśród zwolenników cesarza, wszystkie próby Henryka V zakończyły się niepowodzeniem.
Sytuacja zaczęła się stabilizować po śmierci Wiprechta w maju 1124 roku, a także po tym, jak w tym samym roku zmarł brat Konrada, Dedo, wracając z Ziemi Świętej. W następnym roku zmarł także cesarz Henryk V. Te wydarzenia otworzyły drogę do ostatecznego umocnienia władzy Konrada w Marchii Miśnieńskiej. W sierpniu 1125 roku książę Lothar został wybrany nowym królem Niemiec, co dodatkowo wzmocniło prawa Konrada.

## Wzrost potęgi
Przez większość panowania króla Lotara III, który rządził Cesarstwem od 1125 do 1137 roku, Konrad – jak wynika z dostępnych źródeł – rzadko pojawiał się na dworze królewskim. Udokumentowano osiem pobytów Konrada na dworze Lotara. Dopiero od 1134 roku, kiedy Lotar rok wcześniej został koronowany na cesarza w Rzymie, Wettin pojawiał się częściej w otoczeniu władcy. Punktem kulminacyjnym relacji między margrabią a cesarzem było nadanie Konradowi Marchii Łużyckiej, prawdopodobnie 10 maja 1136 roku. Wcześniej, od 1131 roku, rządził tam syn Wiprechta, Henryk z Groitzsch, jako następca Albrechta Niedźwiedzia. Przy tej okazji Konrad otrzymał również dobra z dziedzictwa rodu Groitzsch, hrabstwo Groitzsch.
W połowie sierpnia 1136 roku Konrad wyruszył na spotkanie z cesarzem Lotarem do Würzburga. Konrad wraz z cesarzem i jego świtą udał się na drugą wyprawę do Włoch. Boże Narodzenie 1136 roku spędzili na równinie bolońskiej, a Wielkanoc następnego roku w mieście Fermo. Rok 1137 przyniósł Konradowi okazję do bezpośredniego zaangażowania w działania wojenne. W marcu tego roku odegrał on znaczącą rolę w walkach o miasto Ankonę dowodząc awangardą wojsk cesarskich.

## Relacje z Hohenstaufami i dalsza ekspansja
W czasie walk między rodami Welfów i Staufów, po śmierci Lothara Konrad opowiedział się po stronie Henryka Pysznego przeciwko Albrechtowi Niedźwiedziowi. Z czasem jednak zdecydował się poprzeć Hohenstaufów, co przyniosło mu kolejne korzyści polityczne. W 1143 roku król Konrad III podarował mu ziemię Rochlitz, co znacznie rozszerzyło jego władztwo.
Przed 1144 r. Konrad został nowym margrabią w Budziszynie i kraju Niżan. Objął nie tylko ziemię budziszyńską, lecz całe Milsko, wraz z Zagozdem, ziemią położoną we wschodniej części kraju. Jednakże nie udało mu  się utrwalić panowania Wettynów na Górnych Łużycach. Gdy Konrad  zrezygnował z doczesnych zaszczytów i wstąpił do fundowanego przez siebie klasztoru Petersberg (1156), cesarz Fryderyk I (Barbarossa) uznał Milsko za lenno opróżnione i przekazał  je swemu sprzymierzeńcowi, księciu czeskiemu Władysławowi.
Kulminacyjnym punktem religijnych przeżyć margrabiego w 1145 roku była pielgrzymka do Ziemi Świętej. W Jerozolimie, mieście pełnym symboli wiary, dołączył do bractwa miejscowego szpitala, pogłębiając tym samym swoją duchową więź z miejscem. Powrót do ojczyzny w 1146 roku okazał się jednak niezwykle bolesny. Margrabia dowiedział się o śmierci żony Lutgardy, która zmarła w Gerbstedt 19 czerwca 1145 roku, podczas gdy on przebywał w dalekiej Palestynie. Informacja o pochówku małżonki w Gerbstedt, a nie w wybranej przez niego Lauterbergu, wywołała u Konrada głębokie rozgoryczenie. W efekcie, podjął on starania o ekshumację i ponowny pochówek Lutgardy, który odbył się pół roku po pierwszym pogrzebie.
W 1147 roku Konrad uczestniczył w  krucjacie przeciwko Słowianom, gdzie wraz z Henrykiem Lwem, Albrechtem Niedźwiedziem i arcybiskupem Magdeburga Fryderykiem, dowodził wyprawą na obszary zamieszkałe przez Słowian połabskich. Choć militarne sukcesy tej krucjaty były ograniczone, miała ona istotne znaczenie dla dalszej ekspansji niemieckiej na wschód.

## Konrad iPolska
Wyprawa Konrada III do Polski w 1146 roku miała miejsce na prośbę samego Władysława Wygnańca, który poprosił o pomoc przeciw juniorom. Konrad Hohenstauf, mając na uwadze udzieloną niedawno pomoc swojemu szwagrowi, księciu  Władysławowi czeskiemu, nie mógł odmówić pomocy polskiemu księciu. Niemniej jednak, Konrad III nie angażował się zbyt mocno w tę sprawę, pozostawiając jej rozwój swojemu otoczeniu, w którym wielu wybitnych i wpływowych osób sprzyjało interesom młodszych książąt polskich. W sierpniu 1146 roku Konrad Hohenstauf wyruszył z wyprawą na juniorów polskich, ale powstrzymała go rzeka Odra, nie mogąc sforsować jej przejścia. Konrad Hohenstauf chętny był do układów i uznania status quo. Jako wpływowi rzecznicy młodszych polskich książąt, być może na podstawie uprzedniego z nimi ustalenia, wystąpili Konrad Wielki margrabia miśnieński i margrabia Marchii Północnej Albrecht Niedźwiedź.
Konrad III ostatecznie zgodził się na okup pieniężny i obietnicę stawienia się książąt polskich na jego dworze na cesarskie wezwanie, pozostawiając ich przy władzy książęcej w Polsce. Wyprawa cesarska zawróciła, a Władysław został osadzony przez Konrada na zamku w Altenburgu. Konrad III był zajęty drugą krucjatą, co uniemożliwiło mu udzielenie dalszej pomocy w najbliższych latach.
Ludgard, żona Konrada z Salomeą z Bergu, matką młodszych Piastów, była prawdopodobnie daleko spokrewniona, a z dużym prawdopodobieństwem znała się z nią. Na korzyść tej tezy przemawia małżeństwo ok. 1147 r. Dytryka z Dobroniegą Ludgardą, córką polskiego władcy Bolesława III Krzywoustego..

## Schyłek życia i przekazanie władzy
Pod koniec swojego życia, w 1156 roku, Konrad zrezygnował z urzędów margrabiowskich i przekazał je swoim synom. Najstarszy z nich, Otto, otrzymał Marchię Miśnieńską, a Dytryk – Marchię Łużycką. Pozostali synowie, Dedo, Henryk I i Fryderyk I, otrzymali hrabstwa alodialne, co doprowadziło do podziału rodziny na kilka linii. Pomimo tego podziału, Konrad dążył do zachowania jedności rodu, wyznaczając klasztor na Lauterbergu jako wspólne miejsce pochówku dla siebie i swoich potomków.
Konrad Wielki zmarł 5 lutego 1157 roku, a jego grób znajduje się w kościele opactwa w Lauterbergu, gdzie do dziś jest upamiętniany. Jego działalność polityczna i gospodarcza, a także zaangażowanie w rozwój regionu, miały dalekosiężne konsekwencje dla przyszłości rodu Wettynów, który w kolejnych wiekach stał się jednym z najpotężniejszych w Niemczech i Europie.

## Znaczenie i dziedzictwo
Panowanie Konrada Wielkiego nad Miśnią było kluczowym etapem w rozwoju potęgi rodu Wettynów. Jego aktywność polityczna, kolonizacyjna i religijna przyczyniła się do umocnienia władzy jego rodu w regionie, a także do rozwoju gospodarczego Miśni i Saksonii. Jego potomkowie kontynuowali jego politykę, a ród Wettynów przez kolejne wieki odgrywał ważną rolę w historii Niemiec i Europy, rządząc m.in. Saksonią i Polską.
Konrad, jako jedna z najważniejszych postaci swojej epoki, zapisał się w historii jako przykład zdolnego polityka, stratega i reformatora, który potrafił skutecznie wykorzystać możliwości swoich czasów dla dobra swojego rodu i państwa.

## Rodzina
Żoną Konrada (poślubioną najpóźniej w 1119 r.) była Ludgarda (ok. 1100–1145), córka Albrechta, hrabiego Ravensburga. Ze związku tego pochodziło sześciu synów i sześć córek:
- Henryk,
- Otton, następca ojca jako margrabia Miśni,
- Oda, zakonnica,
- Berta, zakonnica,
- Dytryk, następca ojca jako margrabia Łużyc,
- Gertruda,
- Adela, żona króla Danii Swena III, a następnie hrabiego Ballenstedt Albrechta,
- Henryk, hrabia Wettinu,
- Dedo, hrabia Groitzsch, potem margrabia Łużyc,
- Zofia, żona hrabiego Burghausen Gebharda I,
- Agnieszka, zakonnica,
- Fryderyk, hrabia Brehny.